# Коритен (дем Илиджиево)
Вижте пояснителната страница за други значения на Коритен.
Корѝтен (срещат се и формите Гьордже, Кьордине, на гръцки: Ξηροχώρι, Ксирохори, катаревуса: Ξηροχώριον, Ксирохорион, до 1926 година Γιόρδινο, Гьордино или катаревуса Γιόρδινον, Гьординон) е село в Гърция, дем Илиджиево (Халкидона), област Централна Македония с 563 жители (2011).

## География
Селото е разположено в областта Вардария в Солунското поле на 30 километра северозападно от Солун, близо до южния бряг на Горчивото езеро.

## История

### В Османската империя
В края на XIX век Коритен е чисто българско село в Солунска кааза на Османската империя. Между 1896 и 1900 година селото преминава под върховенството на Българската екзархия. В 1900 година според Васил Кънчов („Македония. Етнография и статистика“) в Коритенъ (Гьордже) живеят 370 българи християни. Цялото население е под върховенството на Българската екзархия. По данни на секретаря на екзархията Димитър Мишев („La Macédoine et sa Population Chrétienne“) в 1905 година в Коритен (Koritin) има 568 жители българи екзархисти и в селото функционира българско училище. В същата 1905 година според училищния инспектор на Солунската епархия Евтим Спространов учител в коритенското българско училище е Стоян Димитров от Градобор.
При избухването на Балканската война в 1912 година четирима души от Коритен са доброволци в Македоно-одринското опълчение.

### В Гърция
След Междусъюзническата война в 1913 година селото остава в Гърция. В 1926 година селото е прекръстено на Ксирохорион. Част от жителите му се изселват и в селото са настанени кападокийски гърци от село Мисти. В 1928 година Коритен е представено като смесено местно-бежанско село с 63 бежански семейства и 243 жители бежанци.
В 2001 година селото има 647 жители, а в 2011 година - 563.
| Име      | Име          | Ново име  | Ново име   | Описание                                        |
| -------- | ------------ | --------- | ---------- | ----------------------------------------------- |
| Гордино  | Γκόρδινο     | Корифи    | Κορυφή     | възвишение на ЮЗ от Коритен и Балейка (258,4 m) |
| Кокошка  | Κοκόσκα      | Вунария   | Βουνάρια   | възвишение на Ю от Коритен                      |
| Шишманка | Σισμάνκα     | Рахи      | Ράχη       | местност на ЮЮИ от Коритен                      |
| Радина   | Ράχες Ραδινά | Корифулес | Κορυφουλες | възвишение на ЮИ от Коритен                     |

## Личности
Родени в Коритен
- Васил Чакаларов (1879 – ?), солунски войвода на ВМРО
- Коста Чекаларов (1903 – ?), български политик и партизанин
- Димитър Иванов, македоно-одрински опълченец, Нестроева рота на 3 солунска дружина[13]
- Дино Георгиев, македоно-одрински опълченец, 4 рота на 3 солунска дружина[14]
- Костадин Георгиев (1890 – ?), македоно-одрински опълченец, 4 и Нестроева рота на 3 солунска дружина[15]
- Стамат Иванов (1898 – 1968), български революционер и синдикален деец
- Трайко Запрянов (1904 – 1992), виден български учен, професор, лекар невролог, университетски преподавател